# Paul Gregory (Produzent)
Paul Gregory (* 27. August 1920 in Waukee, Iowa; † 25. Dezember 2015 in Desert Hot Springs, Kalifornien) war ein US-amerikanischer Film-, Fernseh- und Theaterproduzent.

## Leben
Paul Gregory wurde als Sohn eines Schlachters in einem Dorf in Iowa geboren. Er machte 1938 seinen Schulabschluss an der Lincoln High School in Des Moines, nebenbei hatte er schon kleine Jobs beim Lokalradio gemacht. Anschließend zog es Gregory nach Hollywood, wo er unter anderem als Assistent für Stars wie Horace Heidt und Carmen Cavallaro arbeitete. Ende der 1940er-Jahre befreundete sich der noch unbedeutende Gregory mit dem Filmstar Charles Laughton. Gregory organisierte eine erfolgreiche Lesereise von Laughton durch die Vereinigten Staaten, die zwischen 1949 und 1950 insgesamt 200.000 US-Dollar einspielte. Anschließend kam es zu weiteren Zusammenarbeiten zwischen Laughton und Gregory, etwa bei verschiedenen Broadway-Stücken mit Laughton als Regisseur und Gregory als Produzent. Insgesamt produzierte Gregory in den 1950er- und 1960er-Jahren insgesamt 17 Broadway-Shows, darunter Erfolge wie The Caine Mutiny Court-Martial (basierend auf Herman Wouks Bestseller Die Caine war ihr Schicksal), The Marriage Go-Around und Lord Pengo.
Gregory kaufte die Rechte zum Roman The Night of the Hunter (1953) von Davis Grubb, nachdem er das Buch zuvor gelesen und sich wegen seiner eigenen schweren Kindheit mit den Protagonisten identifiziert hatte. So produzierte Gregory 1955 den Film Die Nacht des Jägers mit Laughton als Regisseur, der heute bei vielen Kritikern als Meisterwerk der Filmgeschichte gilt. Anschließend produzierte die Paul Gregory Productions allerdings nur noch einen Film, das Kriegsdrama Die Nackten und die Toten (1958). Als Fernsehproduzent gewann Gregory im Jahre 1955 einen Emmy für die Beste Fernseh-Adaption, für die Adaption seines Broadway-Erfolges The Caine Mutiny Court-Martial nach dem Roman Die Caine war ihr Schicksal von Herman Wouk. 1964 heiratete Gregory den ehemaligen Filmstar Janet Gaynor, beide waren 1982 in einen schweren Autounfall verwickelt. Er betätigte sich anschließend mit Gaynor als Viehzüchter auf ihrer gemeinsamen Farm.
Nach Gaynors Tod im Jahre 1984 heiratete Gregory die Kunstgaleristin Kathryn Obergfel, die in den 2000er-Jahren starb. Zuletzt lebe er in einem Appartement in Desert Hot Springs in Kalifornien, wo er im Dezember 2015 im Alter 95 Jahren Suizid beging. Bis ins hohe Alter gab Gregory mehrere Interviews über seine Zeit als Produzent.